# Wasilij Sieliwanow
Wasilij Nikołajewicz Sieliwanow, ros. Василий Николаевич Селиванов (ur. w 1902 r. w Jelcu, zm. w 1925 r. w Równem) – rosyjski emigracyjny poeta i publicysta.
Przebywał w Moskwie, kiedy wybuchła rewolucja bolszewicka 1917 r. Uczył się w Riazaniu, a następnie Taszkencie. Podczas rosyjskiej wojny domowej wyjechał do Polski. W 1921 r. zamieszkał w Wilnie. Pisał wiersze. Był autorem artykułów literackich publikowanych w miejscowej gazecie rosyjskiej „Dień”. Działał w sekcji literacko-artystycznej Wileńskiego Stowarzyszenia Rosyjskiego. Występował na wieczorkach literackich, odczytując swoje utwory poetyckie. W 1928 r. pośmiertnie wydano w Wilnie zbiór jego wierszy pt. „Płaszczanica”.